# Albert Bolle
Albert Bolle (Schiplaken, oktober 1933 - Igunga, 26 januari 2014), gekend als pater Bolle, was een Belgisch missionaris actief in Tanzania. Na een carrière als boswachter in Terlinden (Merchtem) meldde hij zich in 1953 aan als missionaris bij de Witte Paters. Na zijn priesterstudies werd hij in 1960 in Ottawa tot priester gewijd. Datzelfde jaar vertrok hij naar Tanzania. Hij werkte er aan de bouw van een meisjesinternaat.
Na zijn dood werd een vereniging opgericht die zijn naam draagt, Bollé Bollé. De vereniging verzamelt fondsen voor duurzame en kleinschalige ontwikkelingsprojecten in Tanzania (regio's Tabora, Bukoba en Singida). 